# Antonio Guerola y Peyrolón
Antonio Guerola y Peyrolón (València, 21 de desembre de 1817 - 1901) fou un advocat i polític valencià, governador civil de Barcelona durant el regnat d'Isabel II d'Espanya.
El seu pare era militar i el seu avi fou un dels fundadors de la Societat Econòmica d'Amics del País de València. Es llicencià en dret a la Universitat de València alhora que treballava per a la secretaria del governador civil. Va fer carrera dins del govern civil fins que el 1851 fou nomenat secretari del governador civil de Barcelona. Pel gener de 1852 fou nomenat secretari del Govern Civil de Madrid i l'agost del mateix any passà a ser funcionari del Ministeri de la Governació. Així fou governador civil de Huelva (1853), Zamora, Oviedo, Màlaga (1857-1863), Cadis, Sevilla (1863), i Granada. Durant aquests anys fou director del ferrocarril Sevilla-Cadis. Fou governador civil de Barcelona entre febrer i juliol de 1864 en substitució de Francisco Sepúlveda Ramos.
En 1876, a petició del seu amic Antonio Cánovas del Castillo, fou nomenat novament governador civil de Sevilla. Posteriorment fou nomenat director general de Beneficència i Sanitat, després subsecretari i finalment membre del Consell d'Estat.

## Obres
- Memoria contra las corridas de toros, sus inconvenientes y perjuicios (1876)
- Memoria sobre las medidas que convendría adoptar para la desaparición de las corridas de toros (1882)